# Équipe d'Afrique du Sud de football à la Coupe d'Afrique des nations 2023
L’équipe d'Afrique du Sud de football participe à la coupe d'Afrique des nations 2023 organisée en Côte d'Ivoire du 13 janvier au 11 février 2024. Il s'agit de la 11e participation des Bafana Bafana entraînés par Hugo Broos. Éliminés par le Nigeria en demi-finale, ils terminent à la troisième place en battant la république démocratique du Congo dans la petite finale.

## Qualifications
L'Afrique du Sud est placée dans le groupe K des qualifications qui se déroulent de juin 2022 à septembre 2023. Le Zimbabwe est exclu de ce groupe avant la première journée en raison d'ingérences politiques. L'Afrique du Sud se qualifie en prenant la deuxième place du groupe.
| Rang | Équipe         | Pts | J | G | N | P | Bp | Bc | Diff |  | Résultats (▼ dom., ► ext.) |      |      |      |      |
| ---- | -------------- | --- | - | - | - | - | -- | -- | ---- |  | -------------------------- | ---- | ---- | ---- | ---- |
| 1    | Maroc          | 9   | 4 | 3 | 0 | 1 | 8  | 3  | +5   |  | Maroc                      |      | 2-1  | 3-0  | Ann. |
| 2    | Afrique du Sud | 7   | 4 | 2 | 1 | 1 | 7  | 6  | +1   |  | Afrique du Sud             | 2-1  |      | 2-2  | Ann. |
| 3    | Liberia        | 1   | 4 | 0 | 1 | 3 | 3  | 9  | -6   |  | Liberia                    | 0-2  | 1-2  |      | Ann. |
| 4    | Zimbabwe       | 0   | 0 | 0 | 0 | 0 | 0  | 0  | 0    |  | Zimbabwe                   | Ann. | Ann. | Ann. |      |

### Résultats
| 1re journée             | Maroc                        | 2 - 1                                        | Afrique du Sud |                                                                 |                                                                 |
| 9 juin 2022 20:00 UTC+1 | En-Nesyri 51e · El Kaabi 88e | (0 - 1)                                      | 8e Foster      | Complexe sportif Moulay-Abdallah, Rabat Arbitrage : Sadok Selmi | Complexe sportif Moulay-Abdallah, Rabat Arbitrage : Sadok Selmi |
| 9 juin 2022 20:00 UTC+1 |                              | 24e Foster · 44e Sithole (en) · 81e Williams |                | Complexe sportif Moulay-Abdallah, Rabat Arbitrage : Sadok Selmi | Complexe sportif Moulay-Abdallah, Rabat Arbitrage : Sadok Selmi |

| 3e journée               | Afrique du Sud        | 2 - 2                           | Liberia                     |                                                                  |                                                                  |
| 24 mars 2023 18:00 UTC+2 | Foster 11e (pen.) 22e | (2 - 0)                         | 68e Tisdell · 90+1e Sangare | Orlando Stadium, Johannesbourg Arbitrage : Bamlak Tessema Weyesa | Orlando Stadium, Johannesbourg Arbitrage : Bamlak Tessema Weyesa |
| 24 mars 2023 18:00 UTC+2 |                       | 73e Njie (en) · 83e Kamara (en) |                             | Orlando Stadium, Johannesbourg Arbitrage : Bamlak Tessema Weyesa | Orlando Stadium, Johannesbourg Arbitrage : Bamlak Tessema Weyesa |

| 4e journée               | Liberia   | 1 - 2   | Afrique du Sud                                                   |                                                                          |                                                                          |
| 28 mars 2023 16:00 UTC±0 | Jebor 35e | (1 - 1) | 19e Lepasa · 53e Mayambela                                       | Samuel Kanyon Doe Sports Complex, Monrovia Arbitrage : Daniel Nii Laryea | Samuel Kanyon Doe Sports Complex, Monrovia Arbitrage : Daniel Nii Laryea |
| 28 mars 2023 16:00 UTC±0 | Balde 24e |         | 48e Lepasa (en) · 76e Sithole (en) · 90e Mailula · 90+4e Mokoena | Samuel Kanyon Doe Sports Complex, Monrovia Arbitrage : Daniel Nii Laryea | Samuel Kanyon Doe Sports Complex, Monrovia Arbitrage : Daniel Nii Laryea |

| 5e journée               | Afrique du Sud                  | 2 - 1   | Maroc      |                                                             |                                                             |
| 17 juin 2023 17:00 UTC+2 | El Kajoui 5e (csc) · Lepasa 48e | (1 - 0) | 60e Ziyech | FNB Stadium, Johannesburg Arbitrage : Alhadi Allaou Mahamat | FNB Stadium, Johannesburg Arbitrage : Alhadi Allaou Mahamat |
| 17 juin 2023 17:00 UTC+2 | Tau 10e · Mayambela (en) 90+4e  |         |            | FNB Stadium, Johannesburg Arbitrage : Alhadi Allaou Mahamat | FNB Stadium, Johannesburg Arbitrage : Alhadi Allaou Mahamat |

### Statistiques

#### Buteurs
| Buts | Joueurs           |
| ---- | ----------------- |
| 3    | Lyle Foster       |
| 2    | Zakhele Lepasa    |
| 1    | Mihlali Mayambela |
| csc  | Munir El Kajoui   |

## Compétition

### Tirage au sort
Le tirage au sort de la CAN 2023 est effectué le 12 octobre 2023 au Parc des expositions d’Abidjan. L'Afrique du Sud, 65e nation au classement FIFA, est placée dans le chapeau 3. Le tirage place les Bafana Bafana dans le groupe E, avec la Tunisie (chapeau 1, 29e au classement FIFA), le Mali (chapeau 2, 49e) et la Namibie (chapeau 4, 114e).

### Premier tour
| Rang | Équipe         | Pts | J | G | N | P | Bp | Bc | Diff |
| ---- | -------------- | --- | - | - | - | - | -- | -- | ---- |
| 1    | Mali           | 5   | 3 | 1 | 2 | 0 | 3  | 1  | +2   |
| 2    | Afrique du Sud | 4   | 3 | 1 | 1 | 1 | 4  | 2  | +2   |
| 3    | Namibie        | 4   | 3 | 1 | 1 | 1 | 1  | 4  | -3   |
| 4    | Tunisie        | 2   | 3 | 0 | 2 | 1 | 1  | 2  | -1   |

| 1re journée           | Mali                                           | 2 - 0   | Afrique du Sud       | Stade Amadou Gon Coulibaly, Korhogo |                          |
| 16 janvier 2024 20h00 | H. Traoré 60e · Sinayoko 66e                   | (0 - 0) |                      | Arbitrage : Mohamed Adel            | Arbitrage : Mohamed Adel |
| 16 janvier 2024 20h00 | S. Niakaté 18e · Kouyate 43e · Coulibaly 90+4e |         | 58e Mvala · 77e Xulu | Arbitrage : Mohamed Adel            | Arbitrage : Mohamed Adel |

| 2e journée            | Afrique du Sud                              | 4 - 0   | Namibie | Stade Amadou Gon Coulibaly, Korhogo |                           |
| 21 janvier 2024 20h00 | Tau 14e (pen.) · Zwane 25e 40e · Maseko 75e | (3 - 0) |         | Arbitrage : Youcef Gamouh           | Arbitrage : Youcef Gamouh |
| 21 janvier 2024 20h00 | Sithole 55e                                 | Rapport |         | Arbitrage : Youcef Gamouh           | Arbitrage : Youcef Gamouh |

| 3e journée            | Afrique du Sud | 0 - 0   | Tunisie | Stade Amadou Gon Coulibaly, Korhogo      |                                          |
| 24 janvier 2024 17h00 |                | (0 - 0) |         | Spectateurs : 12 847 Arbitrage : Issa Sy | Spectateurs : 12 847 Arbitrage : Issa Sy |
| 24 janvier 2024 17h00 | Rapport        |         |         | Spectateurs : 12 847 Arbitrage : Issa Sy | Spectateurs : 12 847 Arbitrage : Issa Sy |

### Phase à élimination directe
| Huitième de finale    | Maroc              | 0 - 2   | Afrique du Sud                      | Stade Laurent Pokou, San-Pédro                  |                                                 |
| 30 janvier 2024 20h00 |                    | (0 - 0) | 57e Makgopa · 90+5e Mokoena         | Spectateurs : 19 078 Arbitrage : Mahmood Ismail | Spectateurs : 19 078 Arbitrage : Mahmood Ismail |
| 30 janvier 2024 20h00 | Amrabat 64e, 90+4e | Rapport | 29e Modiba · 36e Kekana · 83e Mvala | Spectateurs : 19 078 Arbitrage : Mahmood Ismail | Spectateurs : 19 078 Arbitrage : Mahmood Ismail |

| Quart de finale      | Cap-Vert                                       | 0 - 0                 | Afrique du Sud                    | Stade Charles-Konan-Banny, Yamoussoukro |                                       |
| 3 février 2024 20h00 |                                                | (0 - 0, 0 - 0, 0 - 0) |                                   | Arbitrage : Jean-Jacques Ndala Ngambo   | Arbitrage : Jean-Jacques Ndala Ngambo |
| 3 février 2024 20h00 | Mendes 27e                                     | Rapport               |                                   | Arbitrage : Jean-Jacques Ndala Ngambo   | Arbitrage : Jean-Jacques Ndala Ngambo |
| 3 février 2024 20h00 | Bebé · Semedo · L. Duarte · Teixeira · Andrade | Tirs au but 1 - 2     | Mokoena · Lepasa · Modiba · Mvala | Arbitrage : Jean-Jacques Ndala Ngambo   | Arbitrage : Jean-Jacques Ndala Ngambo |

| Demi-finale          | Nigeria                                          | 1 - 1                 | Afrique du Sud                        | Stade de Bouaké, Bouaké |                       |
| 7 février 2024 17h00 | Troost-Ekong 67e (pen.)                          | (0 - 0, 1 - 1, 1 - 1) | 90e (pen.) Mokoena                    | Arbitrage : Amin Omar   | Arbitrage : Amin Omar |
| 7 février 2024 17h00 | Onyeka 101e · Troost-Ekong 120e                  | Rapport               | 115e Kekana ·                         | Arbitrage : Amin Omar   | Arbitrage : Amin Omar |
| 7 février 2024 17h00 | Moffi · Omeruo · Aina · Troost-Ekong · Iheanacho | Tirs au but 4 - 2     | Mokoena · Mayambela · Makgopa · Mvala | Arbitrage : Amin Omar   | Arbitrage : Amin Omar |

| Match pour la 3e place | Afrique du Sud    | 0 - 0   | RD Congo       | Stade Félix-Houphouët-Boigny, Abidjan |                                   |
| 10 février 2024 20h00  |                   | (0 - 0) |                | Arbitrage : Bamlak Tessema Weyesa     | Arbitrage : Bamlak Tessema Weyesa |
| 10 février 2024 20h00  |                   | Rapport | 28e Tshibola · | Arbitrage : Bamlak Tessema Weyesa     | Arbitrage : Bamlak Tessema Weyesa |
| 10 février 2024 20h00  | Tirs au but 6 - 5 |         |                | Arbitrage : Bamlak Tessema Weyesa     | Arbitrage : Bamlak Tessema Weyesa |

### Statistiques

#### Buteurs
| Buts | Joueurs          | Adversaires   |
| ---- | ---------------- | ------------- |
| 2    | Teboho Mokoena   | Maroc Nigeria |
| 2    | Themba Zwane     | Namibie (2)   |
| 1    | Evidence Makgopa | Maroc         |
| 1    | Thapelo Maseko   | Namibie       |
| 1    | Percy Tau        | Namibie       |